# Hugenoti (opera)
Hugenoti (fr. Les Huguenots) so velika opera v petih dejanjih nemškega skladatelja Giacoma Meyerbeerja. Libreto je napisal Eugène Scribe.
Direkcija pariške Opere je po velikem uspehu opere Robert hudič pri skladatelju naročila novo delo, ki je moralo biti dokončano leta 1833. Zaradi ženine bolezni je Meyerbeer opero pisal dlje časa in zato je moral operi plačati zamudne penale v višini 30.000 frankov. 
Tako je bila krstna predstava šele 29. februarja 1836 v Parizu, občinstvo in kritika pa so novo delo sprejeli z velikim odobravanjem. Kmalu so opero pričeli uprizarjati tudi drugod po Evropi in Ameriki.
Prva ljubljanska premiera je bila 18. februarja 1854, nazadnje pa so bili Hugenoti na Slovenskem uprizorjeni v sezoni 1997/1998 na odru ljubljanske Opere.

## Vloge
- Marguerite de Valois, kraljica - sopran
- Valentine, hči grofa de Saint-Brisa - sopran
- Urban, kraljičin paž - sopran
- Raoul de Nangis, protestant - tenor
- Marcel, Raoulov služabnik in vojak - bas
- grof de Nevers, katoličan - bariton
- grof de Saint-Bris, katoličan - baritone
- Bois-Rosé, protestant, vojak - tenor
- Maurevert, katoličan - bariton
- Tavannes, katoličan - tenor
- Cossé, katoličan - tenor
- Thoré, katoličan - tenor
- De Retz, katoličan - bariton
- Méru, katoličan - bariton
- dvorna dama - alt
- stražnik - bas
- Charlotte de Souveh - mezzosopran
- menihi, vojaki, dvorne dame, duhovščina, ljudstvo ...

## Vsebina

### Prvo dejanje
Po navideznem miru, ki ga je kraljevski dvor dosegel s Hugenoti, je v Pariz s svojimi somišljenki prišel Raoul de Nangis.
Po ukazu admirala Colignyja je moral priti h grofu de Neversu. Slednji je priredil slavje, na katerem so se zbrali katoliški vodje. Sprva so se vznemirili ob novici, da k njim prihaja protestant, a so se raje vdali veseljačenju.
Raoul je bil po prihodu pozvan, naj se jim pridruži pri igri, v kateri so morali predstaviti svojo oboževanko. Raoul je opisal dekle, ki jo je rešil na ulici pred nadlegovalci. Njenega imena ni poznal.
Grofa Neversa so seznanili, da bi z njim govorila neka dama. Raoul v njej spozna dekle, ki jo je ravnokar opisal, vendar ne sluti, da je lepotica nesojena Neversova nevesta. Zaročila se je zgolj zaradi očetove želje, zdaj pa ga je prišla prosit prostosti.
Raoul zatem dobi pečatno pismo, v katerem ga kraljica vabi na svoj dvor. Vsi navzoči se mu zato priklonijo.

### Drugo dejanje
Kraljica na svojem vrtu sprejme Valentino. Vidi, da dekle ljubi Raoula, zato ji obljubi, da bo poskušala omehčati njenega očeta. Kraljica se nato prepusti nežnim darovom narave. Zmoti jih paž, ki pripelje Raoula.
Ko mu snamejo prevezo preko oči, se zagleda v kraljico. Obljubi ji svoje življenje. Ta to vzame na znanje in mu izrazi željo, da bi se zaradi potrditve verskega miru moral poročiti s hčerko katoliškega voditelja Saint-Brisa.
Raoul privoli v poroko, plemiči pa si prisežejo mir in spoštovanje.
Ko Raoulu predstavijo Valentino, v njej spozna nesojeno Neversovo nevesto. Javno zavrne poroko, zato med katoličani in protestanti ponovno vzplamti sovraštvo.

### Tretje dejanje
Saint-Bris končno doseže poroko med Neversom in svojo hčerko Valentino. Raoulu priseže maščevanje.
Tudi Raoul pošlje po Marcelu poziv na dvoboj, kar pa Saint-Bris izrabi kot priložnost za zaroto in umor. Valentina je v tem spoznala očetovo nakano, zato o njej obvesti Marcela.
Ko zvečer Raoul prispe na dogovorjeno mesto za dvoboj, Maurevert s pajdaši pripravljen čaka v zasedi. Tudi Marcel je pripravljen priskočiti Raoulu na pomoč. Dvoboj in spopad pravočasno prepreči kraljičina odločitev, ko Neversu in Valentini podeli še svoj blagoslov k poroki.

### Četrto dejanje
Valentina se ne more sprijazniti, da je sedaj poročena z Neversom, ker še vedno ljubi Raoula. Ta se ji na skrivaj približa in jo prosi odpuščanja, ker je spoznal, da jo je po krivici prizadel.
Pred prihodom katoliških plemičev se hitro skrije.
Saint-Bris se skupaj s somišljeniki zaroti, da bodo priredili pokol nad protestanti. Ker se Nevers s poboji ne strinja, ga zapro v ječo. Katoliški veljaki zapadejo v vedno hujšo zaslepljenost in sovraštvo.
Raoul želi posvariti svoje tovariše, a ga Valentina prosi, naj ostne z njo in se tako izogne masakru. Tedaj mu prizna, da ga ljubi. Skupaj želita preprečiti nasilje, a se je na pariških ulicah že pričela šentjernejska noč.

### Peto dejanje
Sredi spopadov na ulicah Pariza Raoul sreča svojega služabnika. Skupaj se nameravata podati v poslednji spopad. Valentina roti Raoula, naj si nadane beli trak, znak katoličanov, in si tako reši življenje. Raoul jo zavrne, zato sama, ker je Nevers ubit, v znak ljubezni prevzame protestantsko vero. Raoul, presenečen, a hkrati srečen prosi Marcela, naj ju poroči. Skupaj sedaj čakajo na milostno smrt.
Približa se skupina katoličanov, ki jih vodi Saint-Bris. V temi opazi tri sumljive osebe, zato svojim pajdašem ukaže, naj jih pokončajo. Ko se jim približa, z grozo spozna, da je pokončal tudi svojo hčer.